# فرهنگ بداری

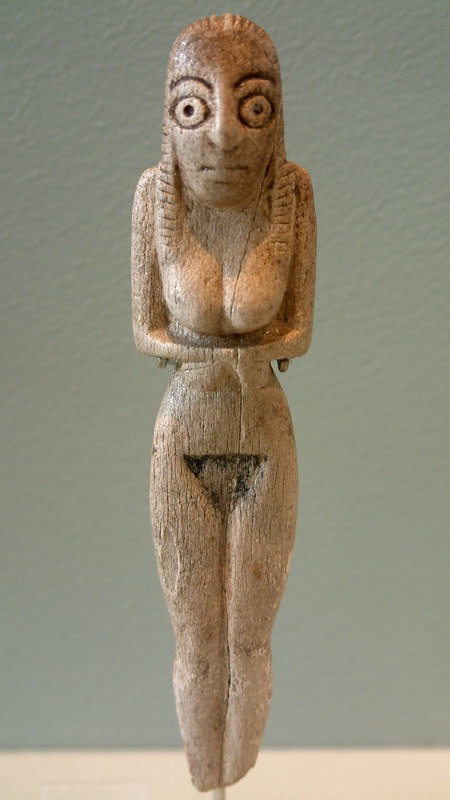
مجسمه باستانی باستانی یک زن که در موزه لوور نگهداری می‌شود

فرهنگ بِداری نخستین شواهد مستقیم از کشاورزی را در مصر علیا در دوران پیش‌دودمانی ارائه می‌دهد. این فرهنگ بین ۴۴۰۰ تا ۴۰۰۰ پیش از میلاد رونق داشت و ممکن است که تا حدود ۵۰۰۰ پیش از میلاد نیز شکل گرفته باشد.

## مکان‌یابی و حفاری
فرهنگ بداری به دلیل کشف آن در منطقه بداری (به عربی: البداری) به این نام شناخته شده است. این منطقه در استان اسیوت در مصر علیا قرار دارد و بین مَطمار و قاو، حدود ۲۰۰ کیلومتر (۱۲۰ مایل) شمال غرب لوکسور امروزی (تب باستانی) واقع شده است.
البداری شامل چندین گورستان پیش‌دودمانی است که از مهم‌ترین آن‌ها می‌توان به مستجده، دیر تاسه، و گورستان خود البداری اشاره کرد. همچنین حداقل یک محل سکونت متعلق به اوایل دوران پیش‌دودمانی در حَمّامیه در این منطقه شناسایی شده است. این ناحیه حدود ۳۰ کیلومتر (۱۹ مایل) در امتداد ساحل شرقی رود نیل امتداد دارد.
برخی از محوطه‌های بداری شواهدی از استفاده در دوره‌های بعدی پیش‌دودمانی نیز نشان می‌دهند.
این منطقه برای اولین بار بین سال‌های ۱۹۲۲ تا ۱۹۳۱ توسط گای برانتون و گرترود کاتون-تامپسون کاوش شد. تاکنون حدود چهل سکونتگاه و ششصد گور در این منطقه شناسایی شده است.

## ویژگی‌های فرهنگی
اقتصاد فرهنگ بداری عمدتاً بر کشاورزی، ماهیگیری و دامداری استوار بود. مردم این فرهنگ گندم، جو، عدس و غده‌های خوراکی کشت می‌کردند. گودال‌هایی که در این منطقه کشف شده‌اند، ممکن است به عنوان انبار غلات مورد استفاده قرار گرفته باشند.
آن‌ها گاو، گوسفند و بز پرورش می‌دادند و احشامشان، همراه با سگ‌ها، به صورت آیینی دفن می‌شدند. همچنین از بومرنگ استفاده می‌کردند، از رود نیل ماهیگیری کرده و آهو شکار می‌کردند.
اطلاعات کمی در مورد ساختمان‌های آنها وجود دارد، اگرچه بقایای کنده‌های چوبی در یک مکان پیدا شده است و ممکن است با کلبه یا پناهگاهی با ساخت و ساز ناشناخته مرتبط باشد.
متوفیان را در حصیرهای نی یا پوست حیوانات می‌پیچیدند و در گودال‌هایی دفن می‌کردند که معمولاً سرشان به سمت جنوب قرار داشت و به سمت غرب می‌نگریستند. این سنت به نظر می‌رسد با اعتقادات دوره‌های سلسله‌ای بعدی که غرب را سرزمین مردگان می‌دانستند، همخوانی دارد.
گاهی اوقات، متوفیان همراه با مجسمه‌های زنانه از جنس عاج یا وسایل شخصی مانند صدف، ابزارهای سنگ چخماق، حرزهایی به شکل حیواناتی همچون بز و اسب آبی، و جواهراتی از جنس عاج، کوارتز یا مس دفن می‌شدند. همچنین، سنگ معدن مالاکیت سبز روی پالت‌های سنگی یافت شده که احتمالاً برای تزئین شخصی استفاده می‌شد.
ابزارهای کشف‌شده شامل خراشنده‌های انتهایی، تبر، داس‌های دوطرفه و نوک پیکان‌هایی با پایه مقعر بودند. نشانه‌هایی از طبقه‌بندی اجتماعی نیز در این فرهنگ دیده شده است، به‌طوری که افراد مرفه‌تر جامعه در بخش‌هایی مجزا از دیگران دفن می‌شدند.
یکی از شاخص‌ترین ویژگی‌های فرهنگ بداری، سفال‌های با سر سیاه است که در این گورستان‌ها کشف شده‌اند. این سفال‌ها با الگوهای موج‌دار متمایز خود به عنوان مهم‌ترین عناصر هویت فرهنگی بداری شناخته می‌شوند.

## تجارت
گلدان‌های بازالتی که در محوطه‌های بداری کشف شده‌اند، احتمالاً از ناحیه دلتای نیل یا از طریق رودخانه از شمال غربی خرید و فروش می‌شدند. صدف‌ها نیز به مقدار زیاد از دریای سرخ وارد شده‌اند. فیروزه احتمالاً از منطقه سینا آمده است.
برای یک دیگ چهار دسته از جنس ظروف صورتی سخت، ارتباطی با منطقه شام یا سوریه امروزی برآورد شده است. سفال‌های سیاه با طرح‌های حکاکی شده سفید، ممکن است مستقیماً از غرب یا جنوب وارد شده باشند. همچنین، اسلب‌های پورفیری یافت شده در این منطقه، مشابه نمونه‌های بعدی در نوبیا هستند، اما ممکن است مواد اولیه آن‌ها از کوه‌های دریای سرخ تهیه شده باشند.
دانه‌های استاتیت لعاب‌دار در محل ساخته نشده‌اند، که نشان می‌دهد بداری‌ها یک قبیله منزوی نبودند، بلکه با فرهنگ‌های اطراف خود در تماس بودند.
علاوه بر این، آن‌ها عشایر کوچ‌نشین هم نبودند، زیرا گلدان‌هایی که استفاده می‌کردند بسیار بزرگ و شکننده بودند و برای سبک زندگی کوچ کننده و متحرک، مناسب به نظر نمی‌رسیدند.

## انسان‌شناسی فیزیکی

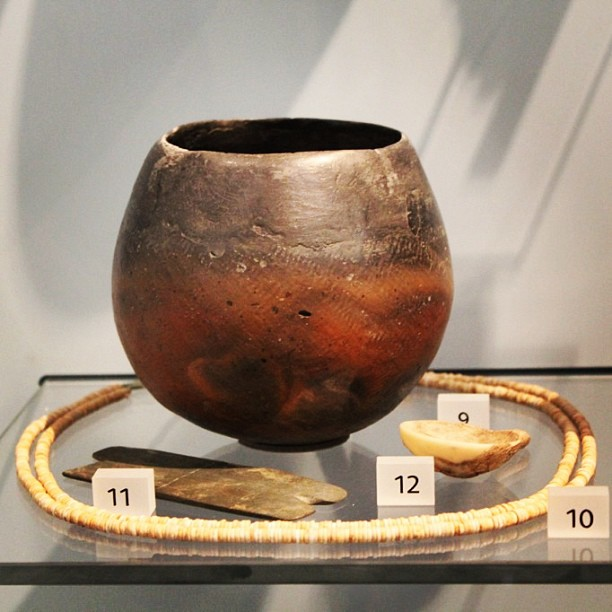
دفن بداری‌ها در ۴۵۰۰–۳۸۵۰ قبل از میلاد

به نظر می‌رسد که فرهنگ بداری‌ها از چندین منبع مختلف تأثیر گرفته باشد، که در این میان، صحرای غربی احتمالاً مهم‌ترین منبع نفوذ بوده است.
فرهنگ بداری احتمالاً محدود به منطقه بداری نبوده است، زیرا یافته‌های مشابهی در جنوب‌تر، در محوطه‌هایی مانند محگر دندرا، ارمنت، الکاب و نِخن (که یونانیان آن را هیراکنپولیس نامیدند) کشف شده است. همچنین، آثاری از این فرهنگ در شرق، در وادی حمامات نیز یافت شده است، که نشان می‌دهد دامنه این فرهنگ فراتر از یک منطقه خاص بوده است.
پژوهش‌های قدیمی و مدرن، بداری‌ها را به‌عنوان یک جمعیت بومی شمال شرقی آفریقا توصیف کرده‌اند که ریشه در زمینه‌ای محلی دارد. 
فرانک یورکو مصرشناس، بداری‌ها را «آمیخته‌ای از ویژگی‌های فیزیکی شمال آفریقا و جنوب صحرا» می‌داند و به تجزیه و تحلیل قدیمی تر بقایای اسکلتی اشاره می‌کند که «عناصر آفریقایی استوایی را در جمعیت اولیه فرهنگ بادریان نشان می‌دهد».

شواهد باستان‌شناسی اخیر نشان داده است که محوطه‌های نیل‌وادیِ تاسیان و بداریان بخشی از یک شبکه پیرامونی از فرهنگ‌های پیشین شمال‌شرقی آفریقا بوده‌اند. این شبکه شامل جابه‌جایی جمعیت‌های بداری، صحرانشین، نوبیایی و نیلوتی بوده است.

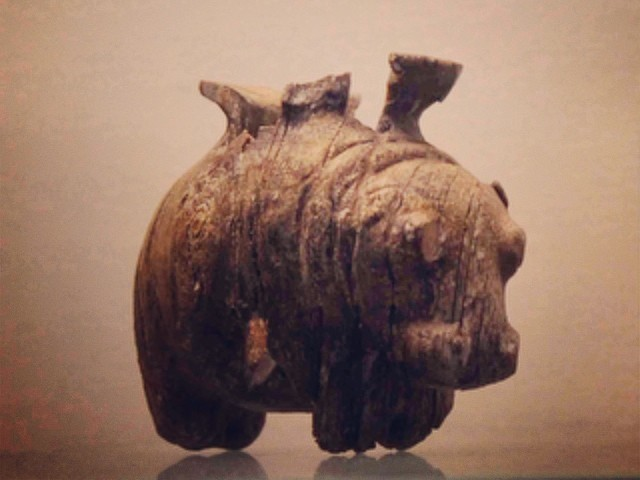
گلدانی به شکل اسب آبی. پیش دودمانی اولیه، بداریان. هزاره پنجم قبل از میلاد از مستجده. این ظرف از عاج فیل تراشیده شده است. مدل سازی خوب و توجه به جزئیات، مهارت در دستیابی به این قطعات را نشان می‌دهد.
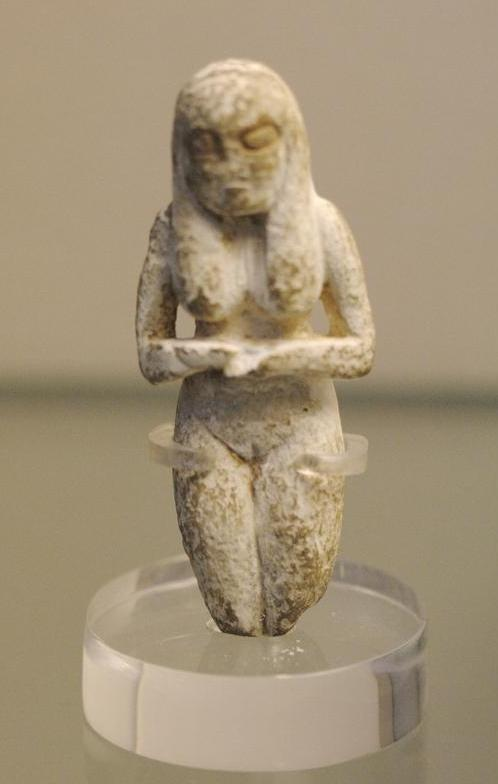
مجسمه باستانی یک زن باستانی بداری که در موزه بریتانیا نگهداری می‌شود
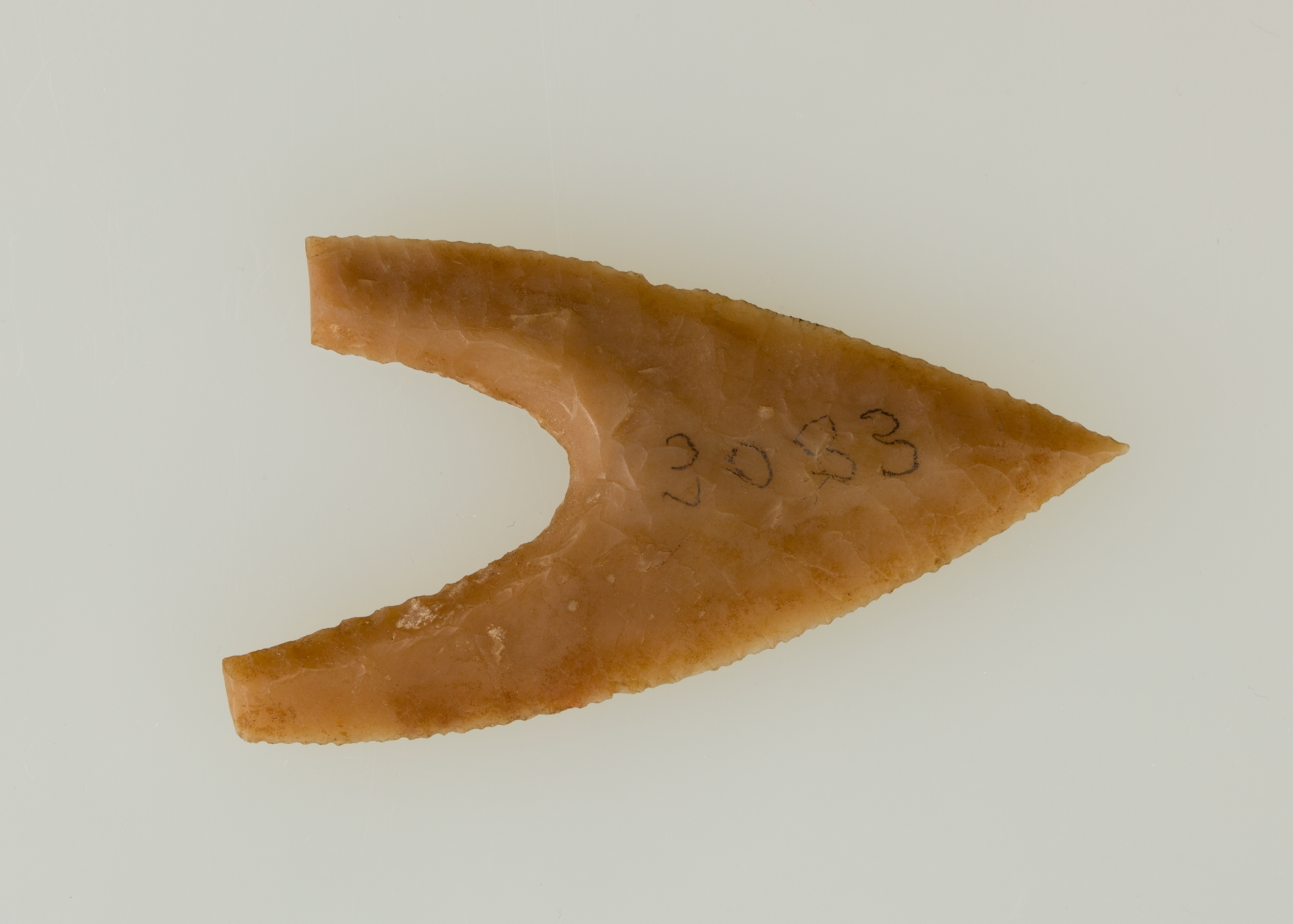
نوک پیکان بداریان، ۴۰۰۰-۳۸۰۰ ق.م.
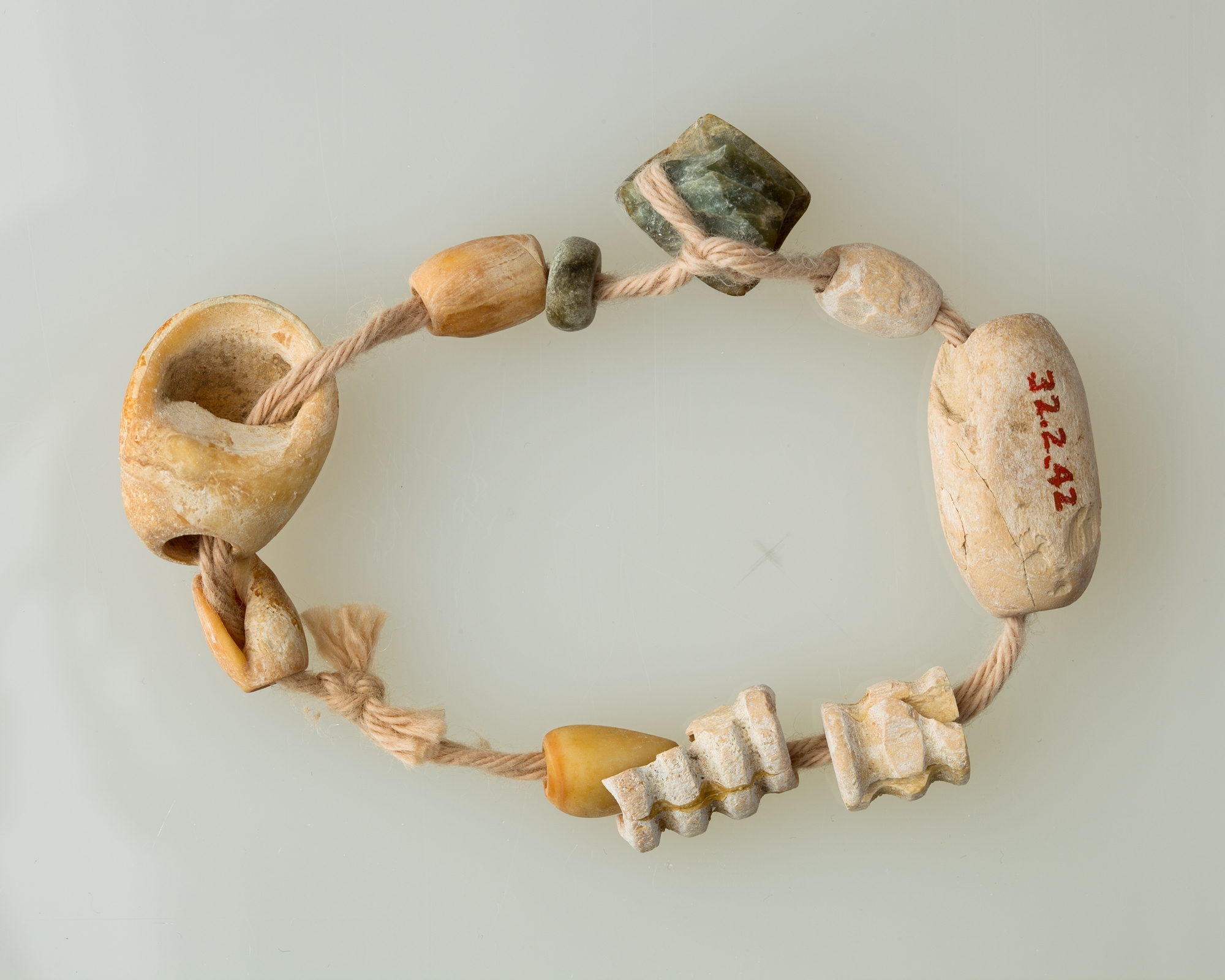
ریسه مهره، بداریان، ۴۴۰۰-۳۸۰۰ ق.م.